# Guerra Franco-Flamenga (1297-1305)
A Guerra Franco-Flamenga (1297-1305) foi um conflito armado que ocorreu entre 1297 a 1305 e no qual lutaram o Reino da França e o Condado de Flandres.

## Antecedentes
O Condado de Flandres tinha importantes cidades, tais como: Bruges, Gante, Ypres, Lille e Douai. Em tais cidades, os artesãos e comerciantes, que se oponham à dominação francesa, tinham grande influência.
Em 1288, o Rei Filipe IV elevou a carga tributária sobre o Condado de Flandres.
Em 1294, Guido de Dampierre, então Conde de Flandres, negociou um casamento entre sua filha e o futuro Rei Eduardo II da Inglaterra, então Príncipe de Gales.
Entretanto, esse casamento dependia do consentimento do Rei da França, de quem o Conde de Flandres era vassalo, circunstância que forçou Guido a viajar com a sua filha para Paris para obter tal consentimento.
Sob a perspectiva do Rei Filipe IV, a simples proposta de casamento seria um ato de traição, razão pela qual aprisionou Guido e sua filha em Paris.
Em 1295, Guido foi libertado, mas a sua filha, continuaria sendo feita prisioneira até a sua morte em 1306.
Como condição para a libertação de Guido, foi imposto um controle direto do Rei da França sobre as cidades de Bruges, Gante, Ypres, Lille e Douai.
Em resposta, o Rei Eduardo I de Inglaterra organizou uma conferência que se reuniu em 25 de dezembro de 1296, em Geraardsbergen, da qual também participaram:
- Guido de Dampierre: Conde de Flandres;
- Adolfo I de Nassau: Rei dos Romanos e Rei da Germânia;
- Alberto I da Germânia: Duque da Áustria.

Nesse contexto, em janeiro de 1297, Guido de Dampierre anunciou que não reconhecia mais o Rei da França como seu soberano.

## Ofensiva francesa de 1297
Em resposta, no verão de 1297, o Rei Filipe IV invadiu o Condado de Flandres com um poderoso exército e, no dia 23 de junho, iniciou o cerco à cidade de Lille, que se renderia no dia 29 de agosto.
No dia 20 de agosto de 1297, ocorreu a Batalha de Veurne, também vencida pelo Rei da França.

## Contra ataque flamengo de 1302
Na noite de 18 de maio de 1302, cerca de mil partidários do rei da França, incluindo a guarnição francesa, foram assassinados por milícias flamengas, em Bruges.
A Revolta se espalha rapidamente por todo o Condado de Flandres e os franceses se refugiam nas fortalezas de Kortrijk e de Cassel.
No dia 9 de julho, os flamengos iniciam um cerco contra a Fortaleza de Kortrijk. Com o objetivo de romper o cerco, os franceses enviam um exército liderado por Roberto II de Artésia, que foi derrotado, no dia 11 de julho, na Batalha das Esporas Douradas.
Em 4 de abril de 1303, os flamengos impõe nova derrota aos franceses na Batalha de Arques.

## Nova ofensiva francesa (1304)
No verão de 1304, tropas flamengas, comandadas por Gui de Namur, sitiaram Zierikzee, um porto na Zelândia (sul da Holanda). Nesse contexto, o Rei da França, inicia sua vingança e envia navios para participar de uma frota franco-holandesa-genovesa, comandada pelo almirante genovês Rainier I Grimaldi, que, nos dias 10 e 11 de agosto, impôs uma severa derrota contra a esquadra flamenga que tentava manter o cerco ao porto.
No dia 18 de agosto de 1304, o exército do Rei da França (Filipe IV) obtém uma vitória decisiva contra as milícias flamengas em Mons-en-Pévèle.
Depois disso, no dia 24 de agosto, as tropas francesas iniciam um cerco contra Lille, que se renderá em 23 de setembro de 1304.
No dia 23 de junho de 1305, foi assinado o Tratado de Athis-sur-Orge segundo o qual a Flandres Valona, composta pelas cidades de Lille, Douai e Orchies, ficaram diretamente subordinada à coroa francesa. Por outro lado, o restante de Flandres continua sendo vassado do Rei da França, mas com considerável grau de autonomia.